# Koranpoort

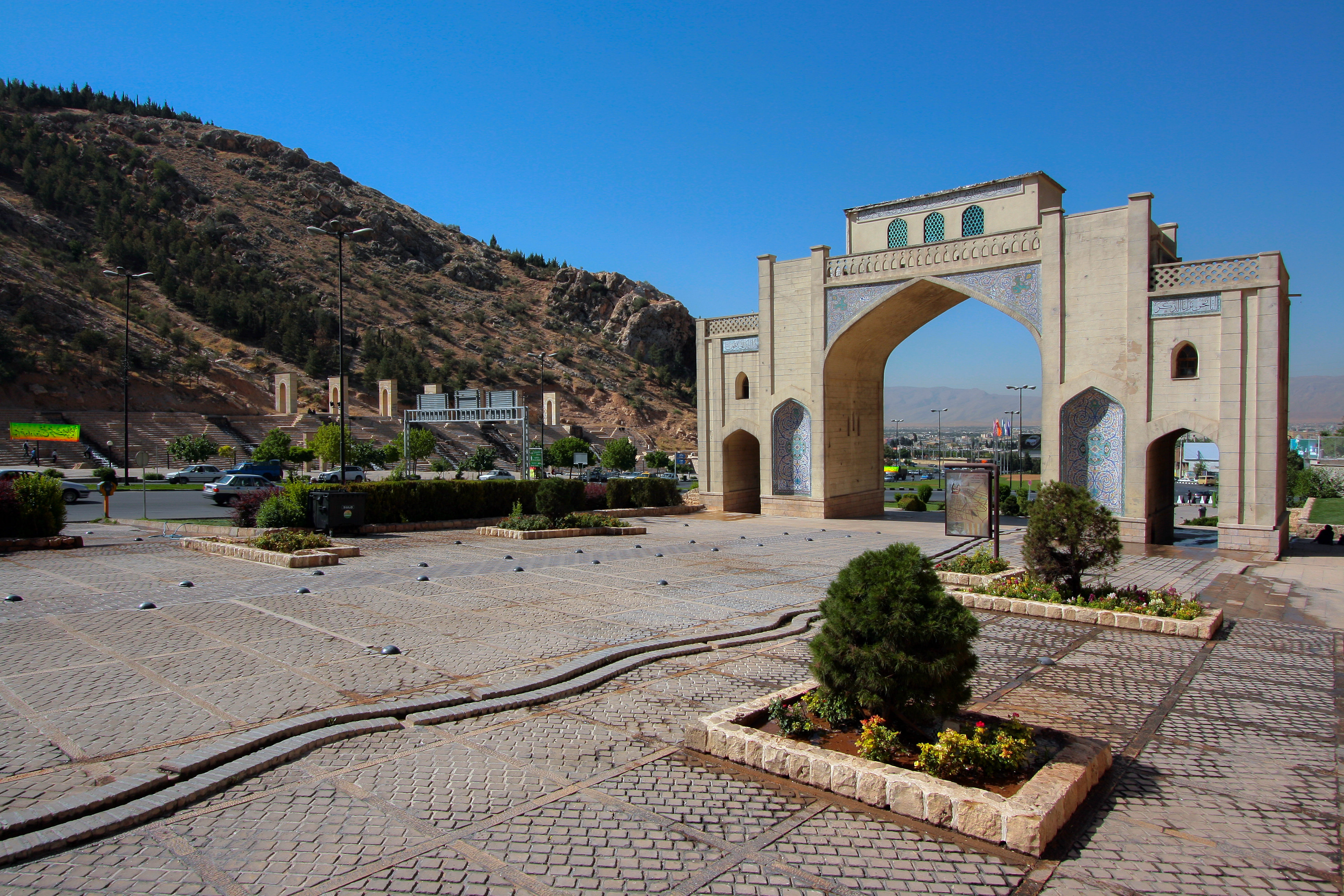
De Koranpoort

De Koranpoort (Perzisch: دروازه قرآن; Darvāzeh Qor'ān) is een vrijstaande historische poort in de Iraanse stad Shiraz. De poort staat aan de noordoostelijke ingang van de stad, aan de weg naar Marvdasht en Isfahan, tussen de bergen Baba Kouhi en Chehel Maqam en nabij de Allah-O-Akbarkloof. De poort is tegenwoordig onderdeel van een stadspark waar de Shirazi's zich kunnen ontspannen en kunnen picknicken tijdens hun vrije uren.

## Geschiedenis
De poort werd gebouwd in de 10e eeuw tijdens de heerschappij van Adud al-Dawla. Toen de Zand-dynastie in de 18e eeuw aan de macht kwam, was de poort zwaar beschadigd en werd besloten tot restauratie, waarbij ook een kleine kamer boven op de poort werd gebouwd, waarin twee handgeschreven korans van Sultan Ibrahim (kleinzoon van Timoer Lenk) werden bewaard. Deze beide korans staan bekend als de Hifdah-Man. Reizigers die onder de poort doortrokken zouden hierdoor de zegening van het heilige boek krijgen wanneer ze hun reis vanuit Shiraz begonnen. Tijdens de dynastie van de Kadjaren raakte de poort beschadigd door verschillende aardbevingen. In de 19e eeuw werd de poort hersteld door gouverneur Mohammad Zaki Khan Nouri. In 1937 werden de beide korans uit de poort gehaald en verplaatst naar het Parsmuseum in Shiraz, waar ze nog altijd liggen. In 1949 werd de boog van de poort hersteld door handelaar Hosein Igar.